# Flatoidessa hyalinipennis
Flatoidessa hyalinipennis är en insektsart som först beskrevs av Victor Antoine Signoret 1860.  Flatoidessa hyalinipennis ingår i släktet Flatoidessa och familjen Flatidae. Inga underarter finns listade i Catalogue of Life.